# Аброта
Абро́та (др.-греч. Αβρώτη) — в греческой мифологии дочь Онхеста из Беотии, сестра Мегарея, жена Ниса, короля Мегары.

## Мифология
Эта история известна нам в основном благодаря Плутарху, который описал её в своих «Греческих вопросах».
Нис, царь Мегары, города, который в его честь многие называли Нисеей, уже во время своего правления взял из Беотии себе в жёны Аброту. Когда он женился на ней, все его подданные признали в ней исключительно умную и сдержанную женщину, полную добродетелей. Она скорее всего являлась матерью его дочерей Скиллы, Ифинои и Евриномы. Горожане относились к Аброте с огромным уважением, а царь Нис просто обожал её. Когда она умерла, жители Мегары искренне её оплакали и поголовно стали носить по ней траур. Нис же, решив увековечить память о своей любимой жене, приказал всем мегарским женщинам надевать платье того же вида, что носила Аброта.
Одежду эту назвали афабромой. Данное слово образовано путём соединения двух других: ὰφ’ и Άίρωμα, что в переводе с древнегреческого понимается как «от Аброты». Большинство женщин Мегары поначалу благосклонно отнеслись к афаброме. Однако впоследствии они не раз хотели изменить одеяние. Но, как пишет Плутарх, похоже, сам бог способствовал славе этой женщины, поскольку всякий раз, когда мегарянки пытались сменить свой наряд, оракул запрещал им это делать.